# Kolumna Zygmunta III Wazy

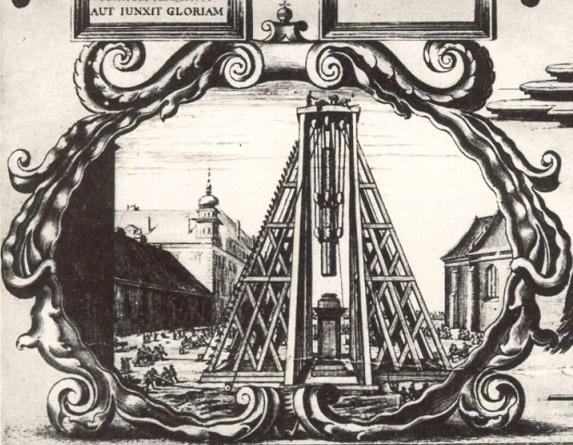
Budowa Kolumny w 1646

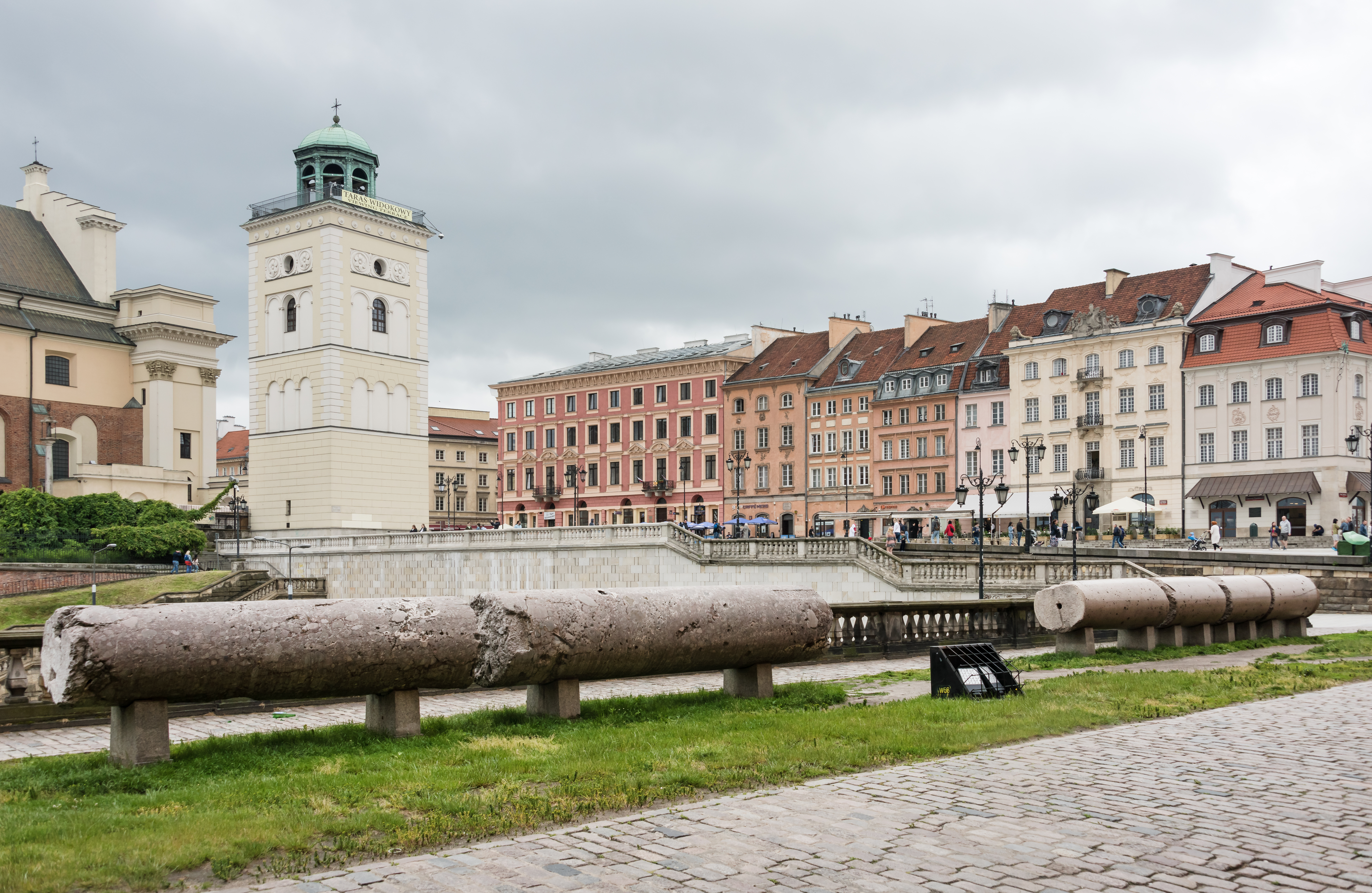
Dwa pierwsze trzony kolumny eksponowane przed Zamkiem Królewskim

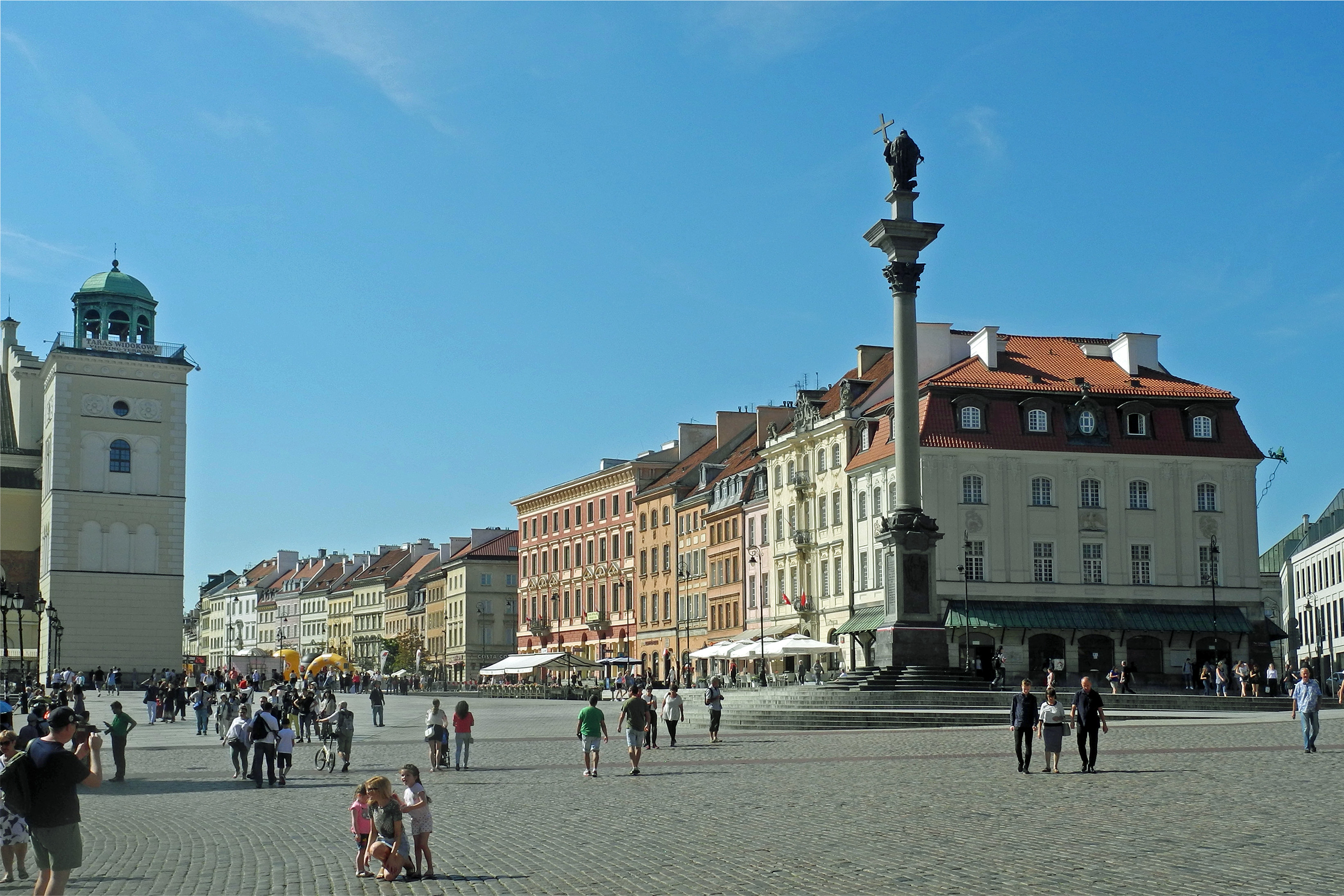
Kolumna Zygmunta i plac Zamkowy, widok od strony wschodniej

Kolumna Zygmunta III Wazy – pomnik króla Zygmunta III Wazy znajdujący się na placu Zamkowym w Warszawie. Monument został wzniesiony w latach 1643–1644 z fundacji Władysława IV Wazy według projektu Augustyna Locciego i Constantino Tencalli.
Pomnik był restaurowany w latach 1885–1887 i 1929–1931. Został zniszczony przez Niemców we wrześniu 1944 i zrekonstruowany w latach 1948–1949.

## Historia
Według relacji Albrychta Radziwiłła, decyzją króla Władysława IV Wazy rozebrano domy klasztoru bernardynek, które król wcześniej wykupił w celu budowy pomnika.
Wzniesiona w 1644 roku kolumna Zygmunta jest najstarszym świeckim pomnikiem w Warszawie oraz pierwszą kolumną osoby świeckiej wzniesioną w nowożytnej Europie; pozostała jedynym tego typu pomnikiem do 1810 roku, kiedy to w Paryżu wzniesiono kolumnę Vendôme. Kolumna została wystawiona z fundacji jego syna Władysława IV Wazy, który chciał w ten sposób uczcić pamięć swego ojca. Kolumna była pomnikiem cnót królewskich i obrazowała świecką i sakralną istotę władzy królewskiej. Jej wzniesienie miało cel polityczny (gloryfikacja dynastii Wazów i wzmocnienie władzy króla), dlatego też została umieszczona na placu przed Bramą Krakowską – w tamtym czasie najważniejszym węźle komunikacyjnym stolicy. Na rozkaz króla oczyszczono teren z istniejącej przy bramie i murach miejskich zabudowy, odkupionej od panien bernardynek.
Projekt wywołał konflikt Władysława IV z nuncjuszem Mariem Filonardim. Największe protesty nuncjusza wzbudziło umieszczenie na kolumnie posągu króla (osoby świeckiej). Zgodnie z tradycją tego rodzaju wywyższenie było bowiem dotąd zarezerwowane dla Matki Boskiej, Chrystusa i świętych.
Koncepcję kolumny opracowali Augustyn Locci i Constantino Tencalla. Brązowy posąg króla wykonał specjalnie sprowadzony z Bolonii Clemente Molli, a odlew z brązu oraz cztery tablice inskrypcyjne – królewski giser Daniel Tym. Władca został przedstawiony w archaizowanej zbroi i bogato dekorowanym płaszczu koronacyjnym, z koroną na głowie, w prawej dłoni trzyma szablę, w lewej – podtrzymuje oparty o cokół krzyż łaciński, prawą nogę opiera o hełm ze strusimi piórami; na piersiach ma order Złotego Runa. Posąg został odlany w całości. Na jego cokole umieszczono datę 1644 oraz nazwiska rzeźbiarza i odlewnika.
Trzon kolumny wykonano z jednego bloku zlepieńca zygmuntowskiego pochodzącego z kamieniołomu w Czerwonej Górze. Materiał odznaczał się strukturą zlepieńcową, z charakterystycznym wzorem „salcesonowym”. Z czasem ten gatunek zaczęto nazywać „Zygmuntówką”. Kolumnę przetransportowano do Warszawy Wisłą. Z przystani została przetoczona, prawdopodobnie ul. Mostową, i dalej wzdłuż murów obronnych na plac, w ciągu jednego dnia przez około 300 osób. Wspierało ich 200 żołnierzy z gwardii królewskiej.
Pomnik został uroczyście odsłonięty 24 listopada 1644 roku.
Kolumna została uszkodzona w czasie wojen szwedzkich w latach 1656–1657 i na początku XVIII wieku. Przechodziła kilka renowacji. Pierwszą w 1743 przeprowadził Franciszek Dąbrowski. Następną, w 1810, pod nadzorem grupy architektów wykonał Józef Boretti.

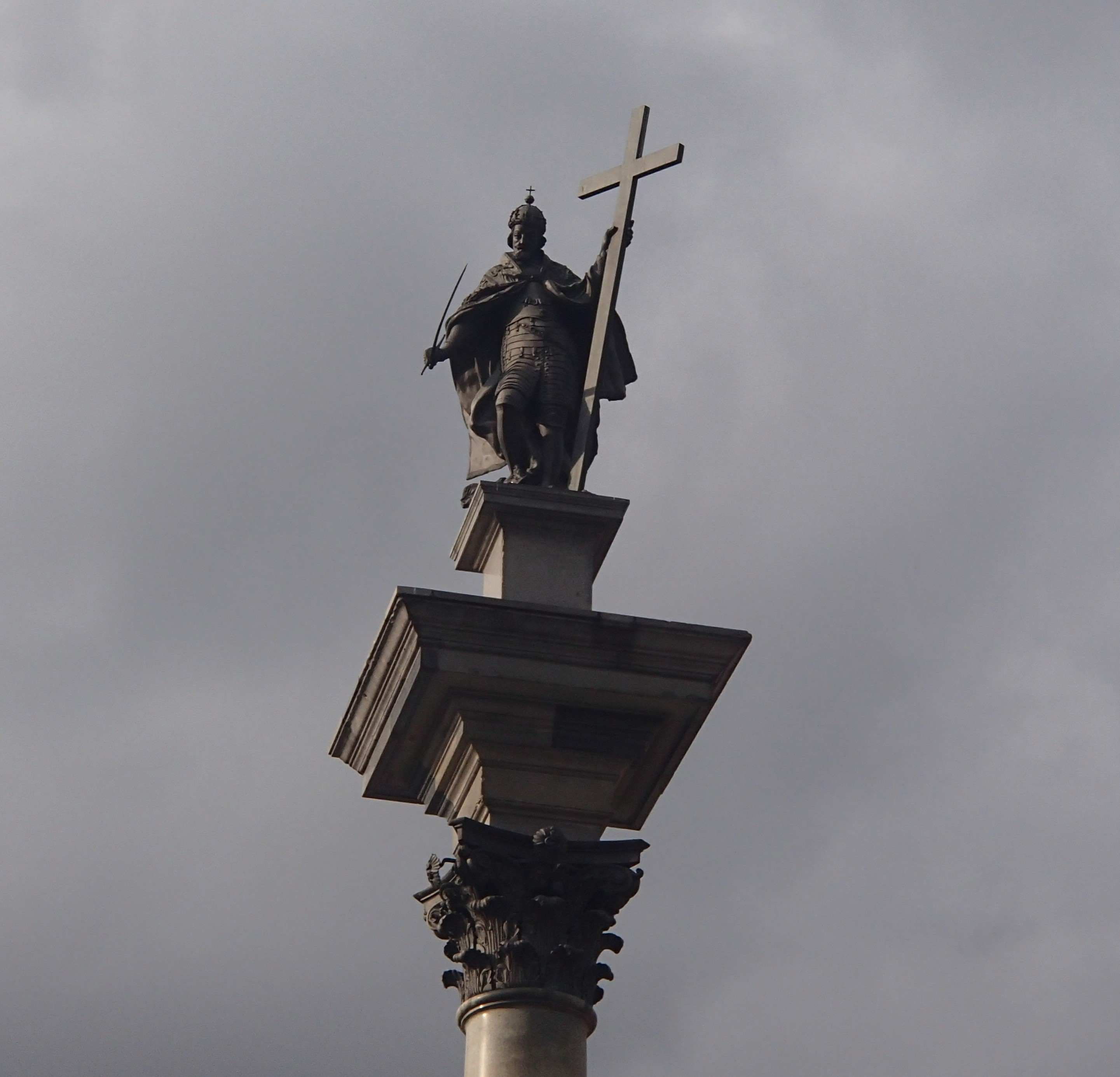
Posąg Zygmunta III Wazy

W 1827 otaczające kolumnę ogrodzenie z żelaznych krat zmieniono na kamienne słupy połączone żelaznymi łańcuchami. W 1854, w związku z budową wodociągu, Henryk Marconi zaprojektował tam wodotrysk i nową oprawę pomnika. Podstawa kolumny została otoczona żeliwną balustradą i ozdobiona czterema tryskającymi wodą trytonami zaprojektowanymi przez niemieckiego rzeźbiarza Augusta Kissa. Zostały one odlane z cynku w warszawskiej fabryce Karola Juliusza Mintera. Wodotrysk uruchomiono w kwietniu 1855.
W 1863 przeprowadzono kolejne prace renowacyjne kolumny pod kierunkiem Józefa Orłowskiego. W 1885 powołana do sprawa zbadania stanu pomnika komisja orzekła, że kolumna powinna zostać wymieniona. Generalną rekonstrukcją monumentu w latach 1885–1889 kierował Edward Cichocki. Wówczas zwietrzały trzon kolumny ze zlepieńca zygmuntowskiego zastąpiono granitowym, dostarczonym przez wiedeńską spółkę Union-Baugeselschaft. Zachowano wszystkie oryginalne części metalowe. Sosnowe drewno ze wzniesionego rusztowania, pochodzące z drzew ściętych bez uprzedniego żywicowania, decyzją prezydenta miasta Sokratesa Starynkiewicza zostało wykorzystane do budowy kościoła św. Wincentego à Paulo na cmentarzu Bródnowskim. Trzon pierwszej kolumny złożono na podwórzu Muzeum Przemysłu i Rolnictwa, gdzie można było go oglądać.
W latach 1929–1931 podczas prac renowacyjnych przywrócono otoczeniu kolumny pierwotny wygląd usuwając basen, trytony i balustradę. Trytony zostały przewiezione do Muzeum Wodociągów i Kanalizacji na terenie Stacji Filtrów, gdzie zaginęły.
Zgodnie z projektem przebudowy pl. Zamkowego w ramach niezrealizowanego planu Pabsta, kolumna Zygmunta miała zostać zastąpiona wielką statuą germańskiej bogini zwycięstwa.
Pomnik został zniszczony podczas powstania warszawskiego, w nocy z 1 na 2 września 1944. Posąg króla upadł jednak na ziemię w taki sposób, że nie uległ poważniejszym uszkodzeniom. Utrącone zostały tylko część przedramienia lewej ręki z krzyżem oraz szabla. Z pozostałych elementów monumentu wykonanych z brązu zaginęły: orły z girlandami, tablica umieszczona podczas konserwacji za czasów Augusta III Sasa oraz dwie tablice z cokołu – zachodnia i północna. Uszkodzoną rzeźbę przewieziono na saniach do kościoła św. Anny. Wiosną 1945 została ona pokazana na wystawie Warszawa oskarża w Muzeum Narodowym.
Formalnie inicjatorami odbudowy pomnika byli pracownicy przemysłu metalowego, do których przyłączyły się związki zawodowe przemysłu budowlanego, ceramicznego i pokrewnych oraz chemicznego. W lutym powołano Komitet Odbudowy, na czele którego stanął Henryk Golański. Projekt odbudowy kolumny opracował Stanisław Żaryn. Brakujące części odlewu uzupełniła firma Braci Łopieńskich według projektu rzeźbiarskiego Józefa Gazego, a prace kamieniarskie wykonało przedsiębiorstwo J. Fedorowicza. Nowy trzon kolumny został wykonany z granitu strzegomskiego, pozyskanego latem 1948 (był to drugi blok, gdyż pierwszy uległ pęknięciu w kopalni granitu w Strzegomiu). Został on przywieziony do Warszawy koleją w październiku 1948, a prace nad jego obróbką trwały do marca 1949. Szlifowanie trzonu kolumny do przekroju walca i polerowanie odbywało się w specjalnym baraku na Krakowskim Przedmieściu.
Ustawienie pomnika przewidziano w ramach budowy trasy W-Z. Posąg króla ustawiono na kolumnie 12 lipca 1949. Z powodu przebiegu trasy figurę przesunięto o 6 m w kierunku północno-wschodnim i lekko obrócono. Król został zwrócony twarzą do ul. Krakowskie Przedmieście (do 1944 roku był zwrócony do ul. Senatorskiej). Uroczyste odsłonięcie monumentu nastąpiło w dniu oddania do użytku trasy W-Z i osiedla Mariensztat 22 lipca 1949.
W 1965 pomnik został wpisany do rejestru zabytków. W czasie przebudowy placu Zamkowego w latach 70. (obniżenie poziomu placu o 0,5–1,5 m w celu wyrównania różnicy poziomów między wylotami ulic i Zamkiem) podstawa kolumny została uzupełniona kilkoma dodatkowymi stopniami z granitu.
Dwa pierwsze trzony kolumny są eksponowane przy Zamku Królewskim (od strony Trasy W-Z).

## Opis kolumny
Cokół kolumny przyozdabiają cztery brązowe tablice. Łaciński napis majuskułą od strony południowej po przetłumaczeniu na język polski brzmi:
Czci i przywiązaniu Poświęconą Kolumnę tę Zygmuntowi III Władysław IV z rodu, miłości, talentów Syn; z elekcji, porządku, szczęścia Następca; Ze ślubów, serca i czynu Wdzięczny; Ojcu Ojczyzny, Rodzicowi najlepiej zasłużonemu, Roku Pańskiego 1643 Wystawić rozkazał, Któremu już, Sława wieniec, Potomność wdzięczność, Wiekuistość pomniki Wzniosła, albo jest dłużna.
Od (obecnej) strony zachodniej:
| tekst łaciński | tłumaczenie polskie: |
| --- | --- |
| SIGISMVUNDUS III LIBERIS SVFFRAGIIS POLONIAE HAEREDITATE SVCCESSIONE IVRE SVECIAE REX PACIS STVDIIS GLORIAQ INTER REGES PRIMVS BELLO ET VICTORIIS NEMINI SECVNDVS MOSCORVM DVCIBVS METROPOLI PROVINCIIS CAPTIS EXERCITIBVS PROFLIGATIS SMOLENSCO RECVPERATO TVRCICA POTENTIA AD CHOCIMVM REFRACTA QVADRAGINTA QVATVOR ANNIS REGNO IMPENSIS QVADRAGESIMVS QVARTVS IPSE IN REGIA SERIE OMNIVM AEQVAVIT AVT IVNXIT GLORIAM | Zygmunt III z mocy wolnej elekcji król Polski, z tytułu dziedziczenia, następstwa i prawa – król Szwecji, w umiłowaniu pokoju i w sławie pierwszy pomiędzy królami, w wojnie i zwycięstwach nie ustępujący nikomu, wziął do niewoli wodzów moskiewskich, stolicę i ziemie [moskiewskie] zdobył, wojska rozgromił, odzyskał Smoleńsk, złamał pod Chocimiem potęgę Turcji, panował przez czterdzieści cztery lata, w szeregu czterdziesty czwarty król, dorównał [w chwale] wszystkim lub [całą] chwałę złączył [w swojej osobie] |

Od (obecnej) strony północnej:
„Nie rośnie sława Zygmunta dzięki kolumnie ani głazom ciosanym: sam on dla siebie był górą: nie bierze on blasku od złota ani mocy od spiżu: blask jego był jaśniejszy od złota a mocniejszy od spiżu.”
Tekst tablicy od (obecnej) strony wschodniej:
   „Tak w niebie, jak i na ziemi – król Zygmunt III wyróżniający się pobożnością i orężem, słusznie zyskał podwójną chwałę: z jednej strony miecz, z drugiej krzyż trzyma niemniej dzielną, jak pobożną dłonią: mieczem walczył, pod tym znakiem zwyciężył, pod tym znakiem żył bezpieczny, niezwyciężony, szczęśliwy. Teraz dzięki szczęśliwości, jaką dał na ziemi – sławny, a jaką zasłużył sobie w niebie – błogosławiony”.
Oryginalna tablica od strony zachodniej zawiera wszystkie oficjalne tytuły Zygmunta III, północna duży kartusz herbowy i plakietkę z nazwiskiem ludwisarza Daniela Tyma oraz datę dokonania odlewów.
Cokół wieńczą cztery spiżowe orły. Postać króla w rycerskiej zbroi, z szablą z krzyżem w ręku i koroną mierzy 275 cm. Pomnik ma 22 m wysokości.

## Inne informacje
- Kolumnę opisał Juliusz Słowacki w wierszu Uspokojenie[39].
- Z szablą władcy związany jest przesąd, że gdy miastu zagraża śmiertelne niebezpieczeństwo król opuszcza szablę, natomiast w momentach dziejowych zwiastujących szczęśliwą odmianę losu – unosi ją do góry[40].
- Czerwono–czarna grafika przedstawiająca kolumnę Zygmunta posłużyła jako tło do tekstu A Martyr For My Love For You zamieszczonego we wkładce albumu Icky Thump grupy The White Stripes.

## Galeria

### XVIII wiek

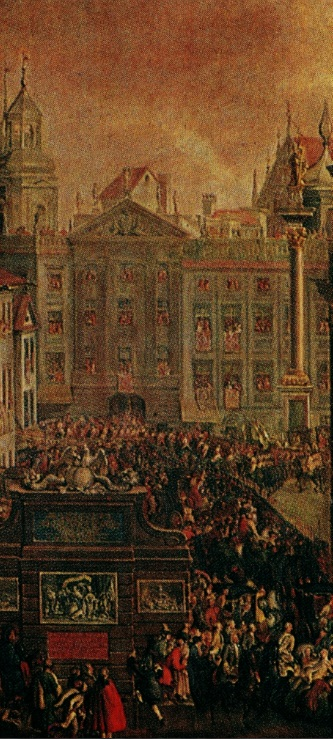
Kolumna Zygmunta w 1734. Nieopodal znajdowały się Brama Krakowska i ówczesny Zamek Królewski
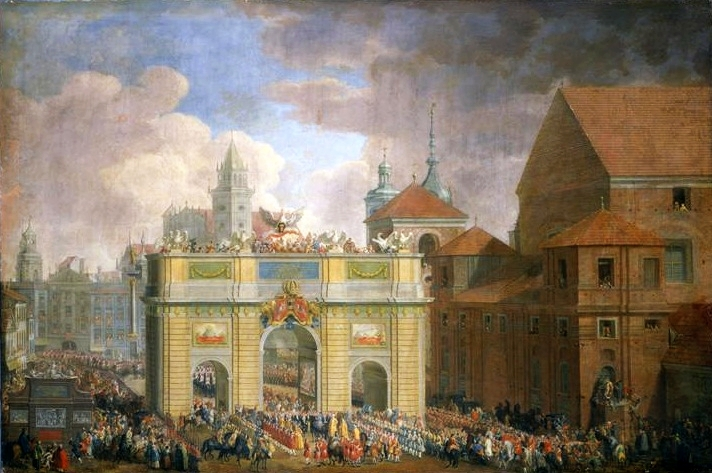
Triumfalny wjazd Augusta III do Warszawy przez łuk triumfalny na Krakowskim przedmieściu w 1734. W tle Kościół św. Anny, wieża Sobieskiego
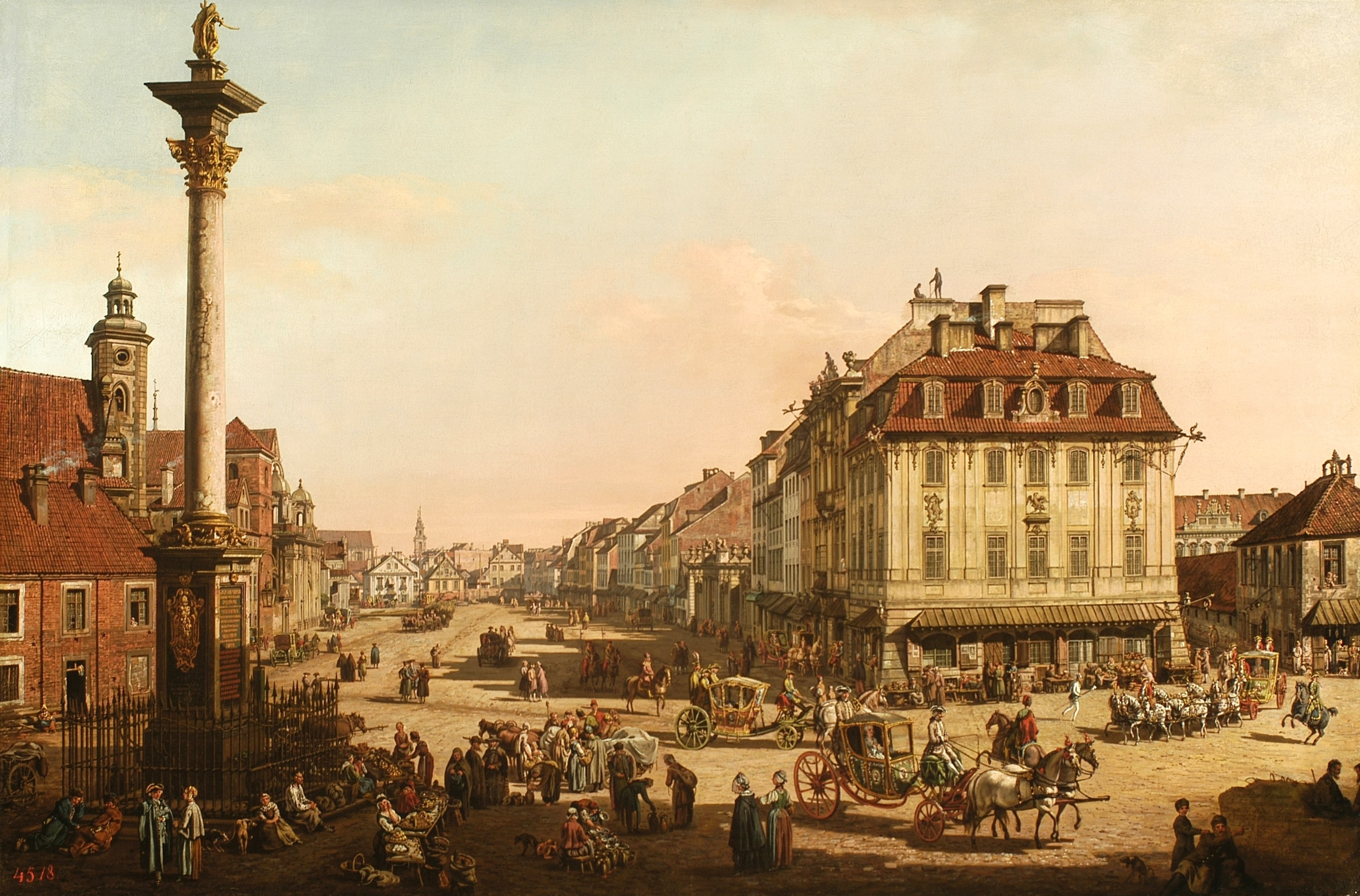
Krakowskie Przedmieście od strony Bramy Krakowskiej w 1767

### XX wiek

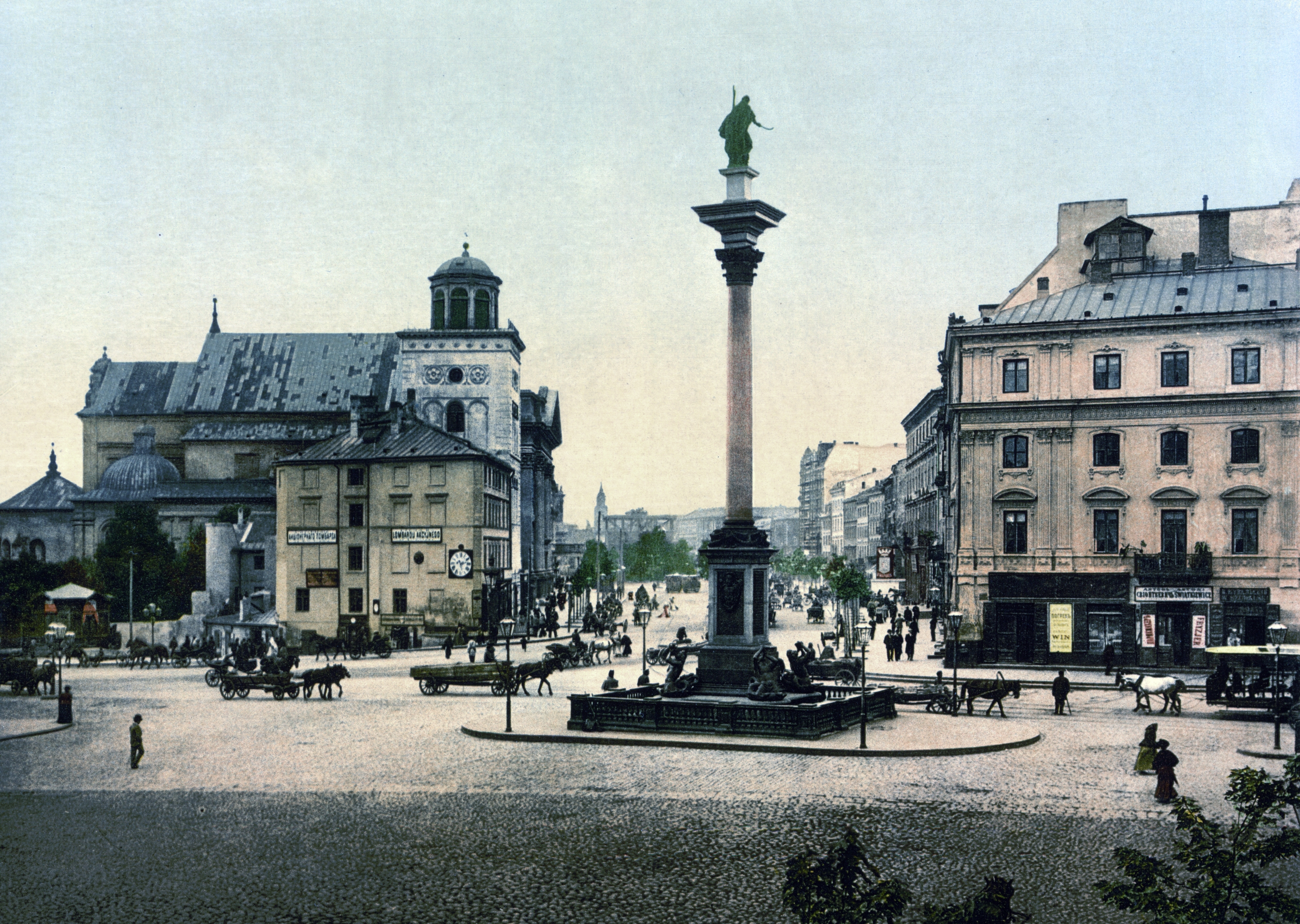
Kolumna Zygmunta ok. 1900
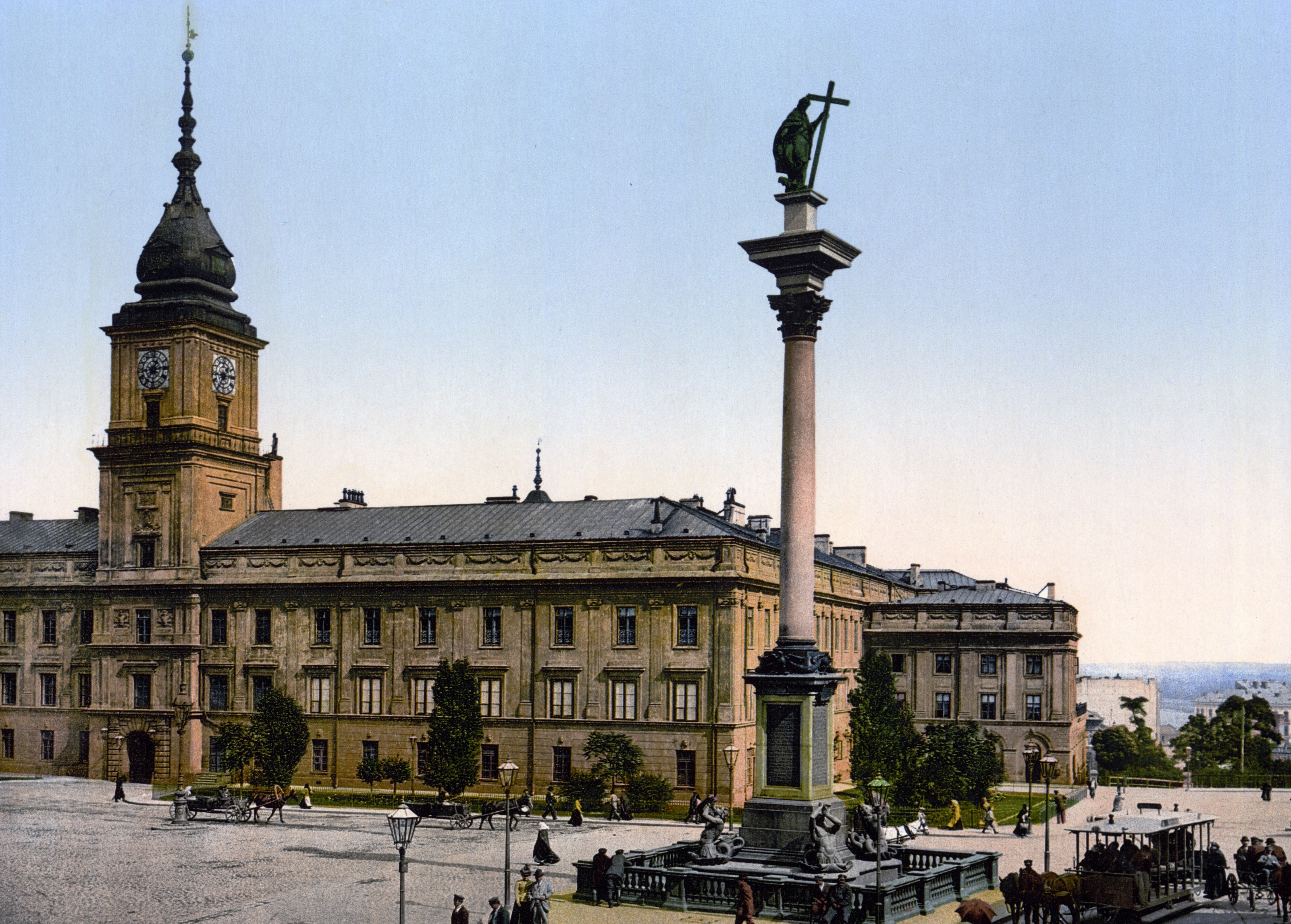
Kolumna Zygmunta ok. 1905
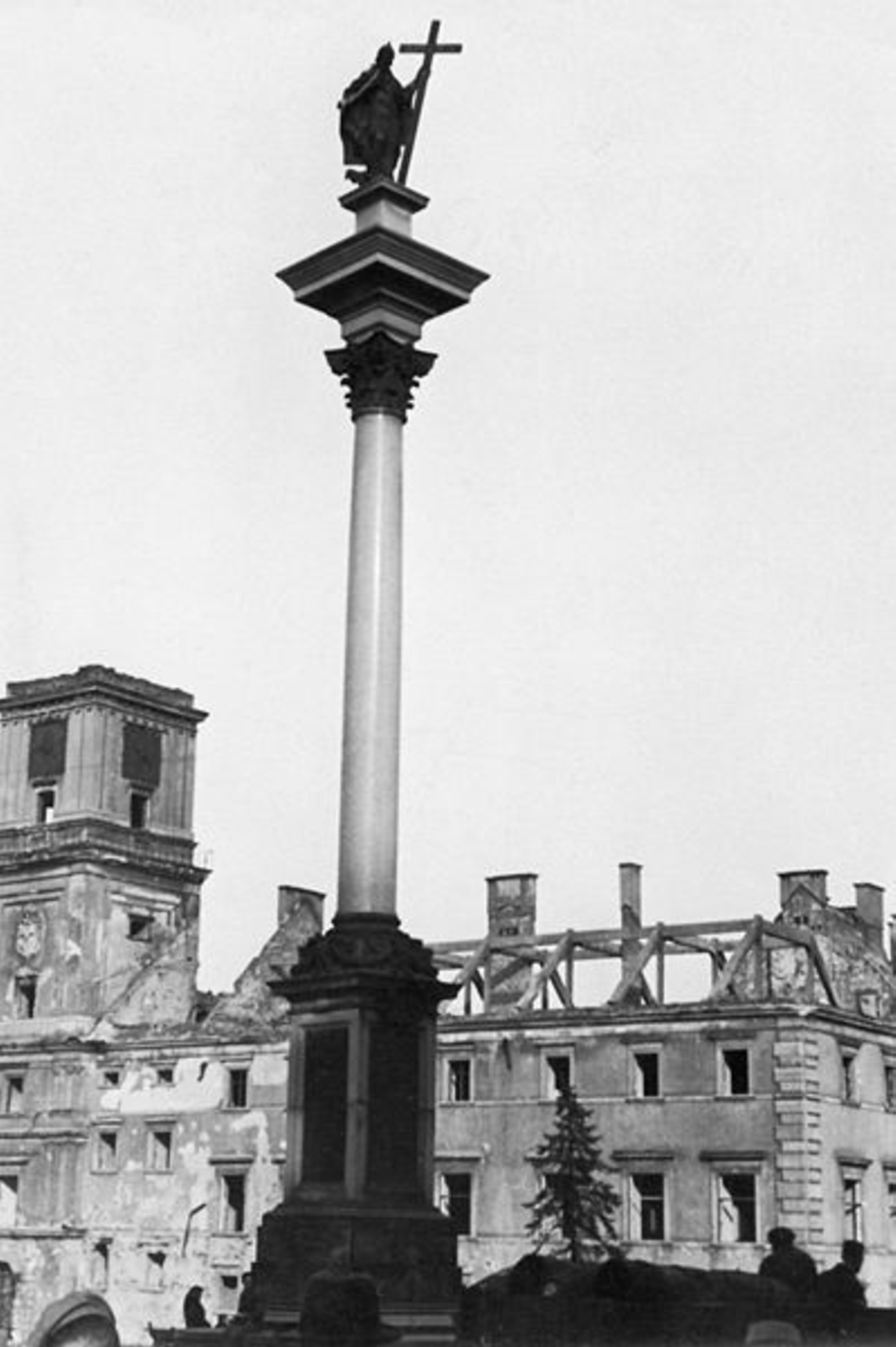
Kolumna, w tle zniszczony Zamek Królewski, 1941
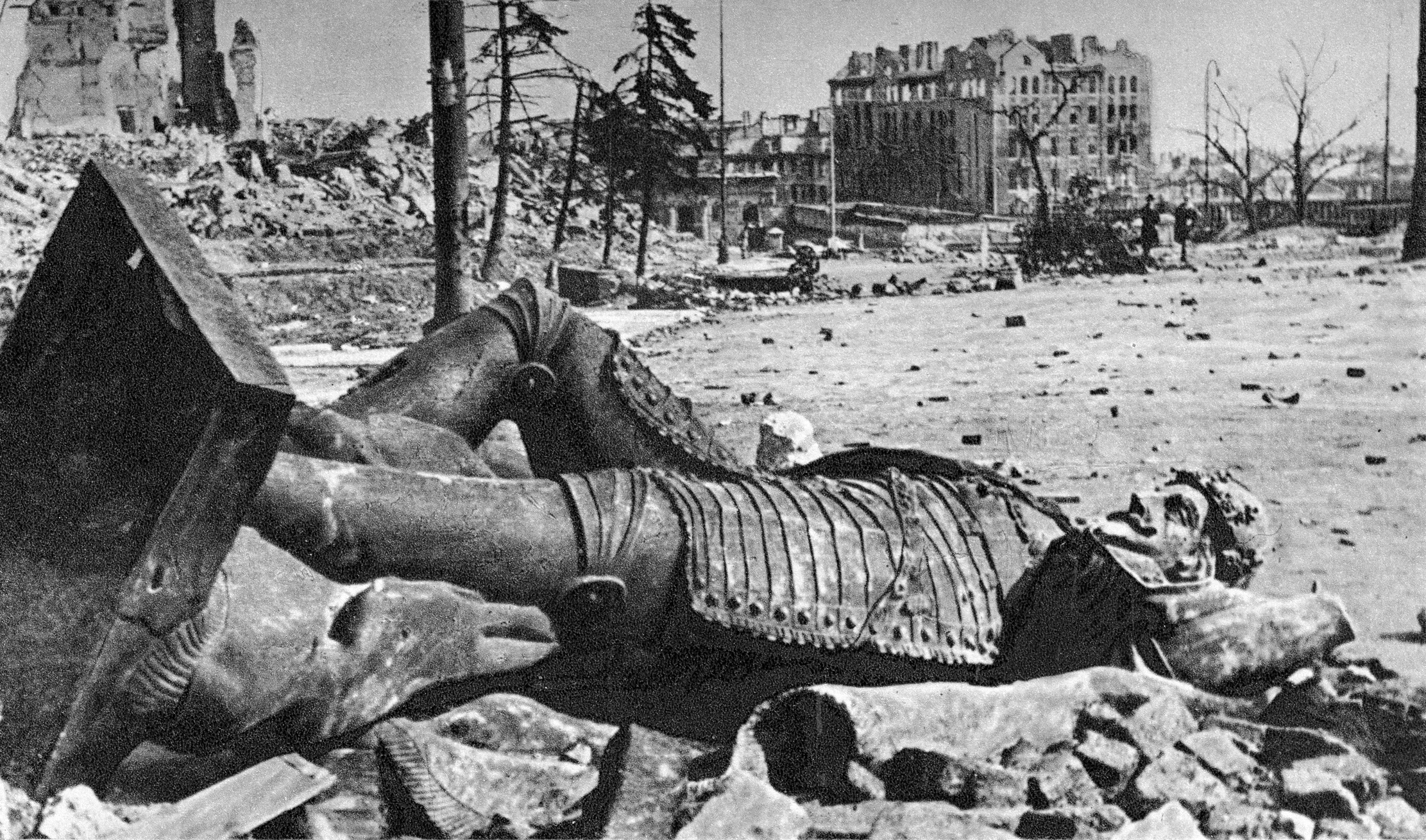
Uszkodzona rzeźba króla, 1945
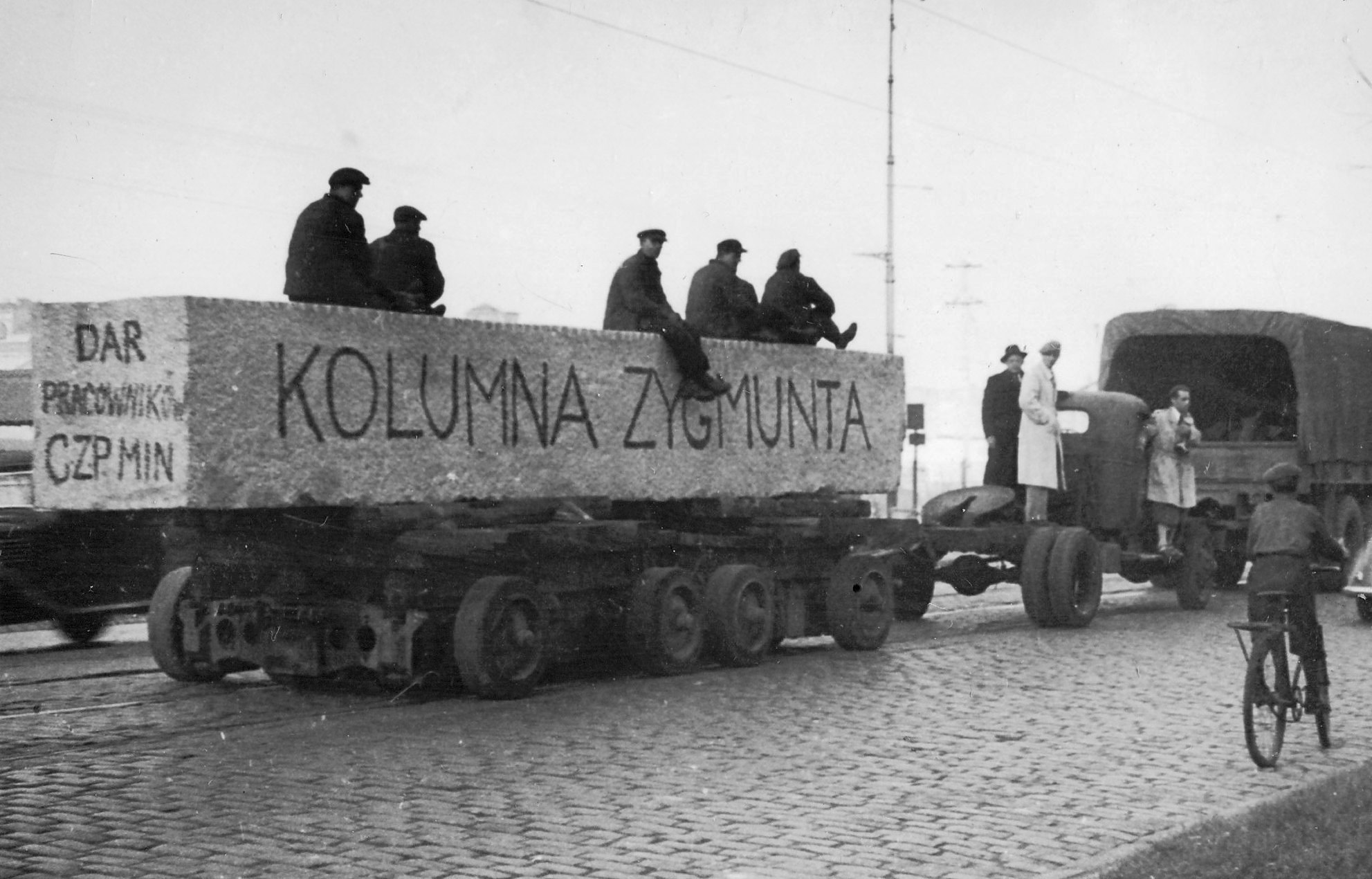
Transport nowej kolumny, 1949
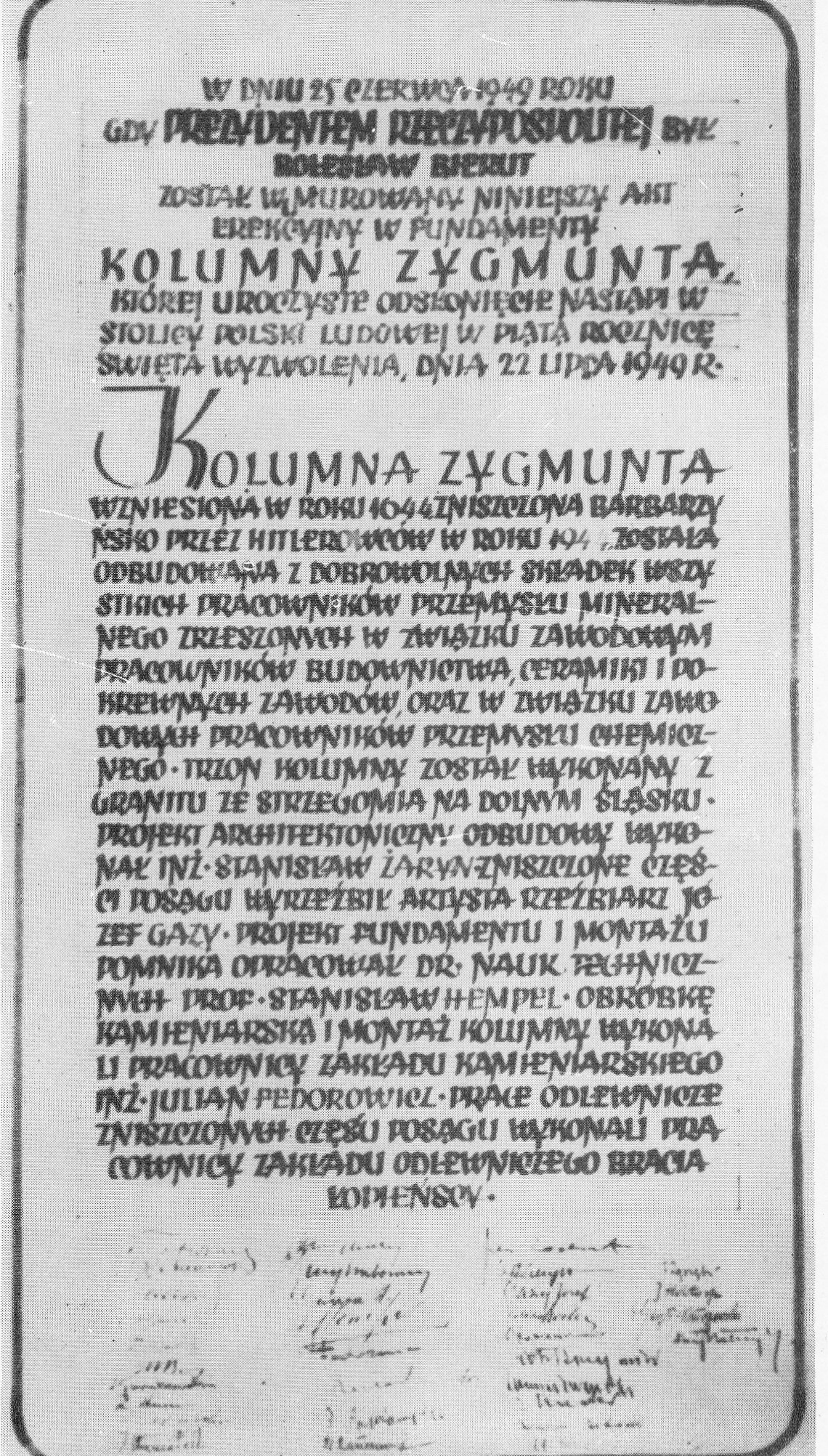
Akt erekcyjny odbudowywanej kolumny, 25 czerwca 1949